# Bitva u Leukter
Bitva u Leukter byla svedena v roce 371 př. n. l. mezi bojótským vojskem, v jehož čele stáli Thébané, a vojskem peloponéského spolku vedeným Spartou. Vybojována byla v období konfliktů, následujícím po skončení korintské války. Místem konání bitvy se stala bojótská vesnice Leuktra ležící na území obce Thespie. Skončila vítězstvím bojótského vojska.

## Před bitvou

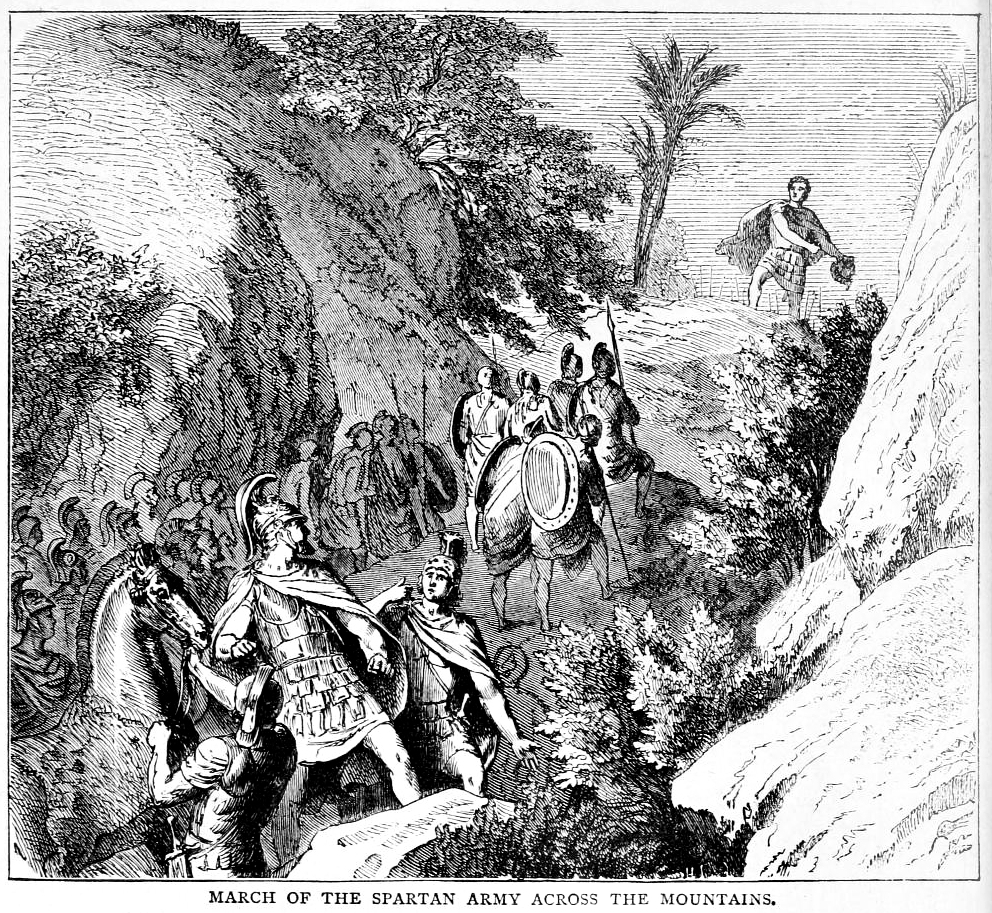
Pochod Sparťanů přes pohoří

Na počátku 4. století př. n. l. probíhal mezi řeckými městskými státy (poleis) – Spartou a Thébami – dlouhotrvající politický zápas, jenž vedl k pravidelně se opakujícím válečným konfliktům. Sparťané usilovali o udržení svého postavení dominantní řecké obce, zatímco Thébané se snažili rozšířit sféru svého vlivu. Předmětem sváru mezi těmito dvěma státy byla Bojótie, v níž si Théby nárokovaly pozici vůdčí obce. Vzájemné nepřátelství vyvrcholilo v okamžiku, kdy koalice bojótských městských států vyzvala Spartu, aby je osvobodila z moci Thébanů a poskytla jim autonomii. Sparťané požadovali po Thébanech rozpuštění bojótského spolku, který zajišťoval Thébám jejich převahu v oblasti. Thébané to přirozeně odmítli, načež spartský král Kleombrotos I. vpadl z Fókidy do Bojótie. Na místo obvyklé invazní trasy proniklo spartské vojsko do Bojótie přes pohraniční pohoří a následným překvapivým útokem, dříve než si Thébané stačili uvědomit přítomnost nepřátel, obsadilo pevnost Kreusis, kde kotvilo dvanáct thébských válečných lodí. Armáda Peloponésanů čítala zhruba 10 000 až 11 000 mužů, naproti tomu thébský vojevůdce Epameinóndás velel vojsku, které disponovalo pouze asi 6 000 až 7 000 muži. Navzdory značné početní nevýhodě a pochybné loajalitě některých bojótských spojenců se Epameinóndás rozhodl svést bitvu na planině u osady Leuktra.

## Bitva

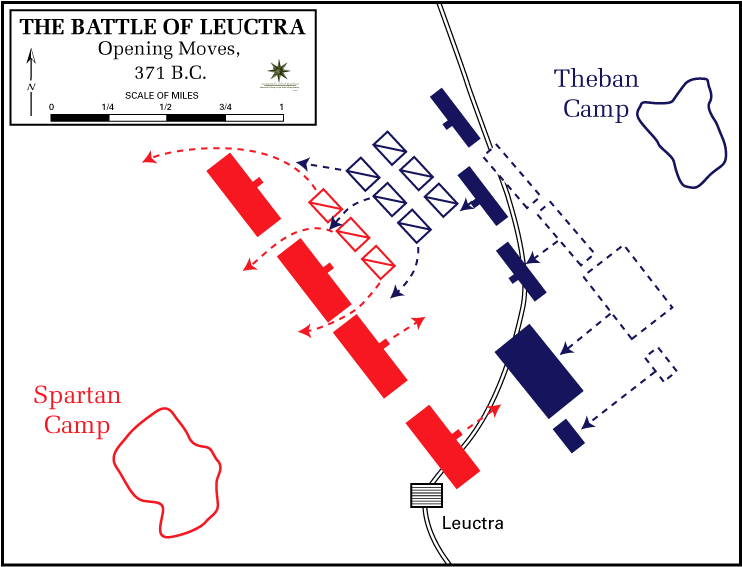
Počátek bitvy – thébská jízda zahání spartskou, pěchota vyráží kupředu.

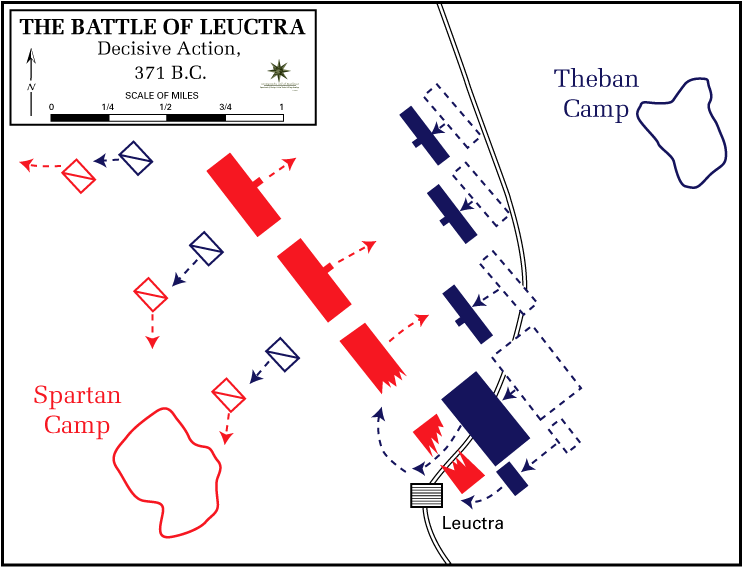
Rozhodující fáze bitvy – průlom ve spartském pravém křídle.

Boj byl zahájen útokem na straně Sparty bojujících žoldnéřských peltastů (prakovníci a oštěpaři), kteří zahnali na útěk méně odvážné vojáky a doprovod. Následoval střet jezdectva, v němž Thébané přinutili peloponéskou jízdu k opuštění bitevního pole. Současně byla do bitevní vřavy vyslána spartská pěchota, avšak úprk vlastní jízdy zmařil Kleombrotův pokus o obchvat thébské falangy, takže spartský nápor byl zachycen Pelopidovým „svatým oddílem“. Rozhodnutí mělo proto padnout ve vlastním střetnutí thébských a spartských hoplítů.
Sparťané shromáždili svoji těžkou pěchotu do jednolitého zástupu vojáků hlubokého osm až dvanáct řad. Toto rozestavení bylo považováno za optimální způsob dosažení vyváženosti hloubky (jež poskytovala průbojnou sílu) a délky bitevní linie (prostorem, na němž byla falanga rozmístěna). Pěchota postupovala kompaktně v jednom šiku, čímž bylo docíleno efektu soustředěného úderu proti nepřátelské armádě. Na pravé křídlo – nejzranitelnější a zároveň i nejčestnější a nejriskantnější místo bojové sestavy – umisťovali řečtí velitelé tradičně své nejzkušenější bojovníky. Naproti tomu slabší nebo méně zdatné vojáky stavěli na křídlo levé.
V rozporu s běžným postupem ponechal Epameinóndás svoji jízdu pohromadě a na své levé křídlo umístil thébskou pěchotu v zástupu o hloubce padesáti řad. Toto nezvykle silné těleso pak vysunul vpřed proti spartskému pravému křídlu. Své slabší a méně početné pravé křídlo a střed ponechal poněkud stažené směrem k týlu a k pravé straně, čímž thébské vojsko zaujalo stupňovitou formaci kosého šiku (loxé falanx). Jakmile se obě vojska srazila, spartské pravé křídlo o hloubce dvanácti řad nedokázalo odolat tvrdému nárazu nepřátel uspořádaných ve falanze, hluboké padesát řad. Následoval krátký boj, během něhož se spartská elita marně snažila zadržet ohromnou masu Thébanů v čele se „svatým oddílem“, načež byla enormním množstvím svých protivníků doslova rozdupána. Spartské pravé křídlo bylo vrženo vzad, přičemž ztratilo kolem 1000 mužů, z nichž 400 tvořili plnoprávní spartští občané, včetně samotného krále Kleombrota. V okamžiku, kdy thébský střed a pravá strana teprve napadla proti nim stojící nepřátele, bylo již spartské pravé křídlo úplně rozdrceno. Pohled na vlastní přemožené pravé křídlo přesvědčil ostatní Peloponésany, kteří byli víceméně nedobrovolnými účastníky bitvy, k ústupu a vyklizení bojiště vítězným Thébanům. Příchod thesálských spojenců Théb, vedených Iásónem z Fer, přiměl ke stažení taktéž zbývající Sparťany. Thébané nato upustili od dalších útoků proti přeživším Sparťanům.

## Historický dopad

Nahoře obvyklé rozložení formací hoplítů. Dole Epameinóndovo stupňovité rozmístění použité v bitvě u Leukter.

Tato bitva měla jedinečný význam pro dějiny starověkého Řecka a prostřednictvím nich i pro evropské dějiny. Epameinóndás nejenže převrátil naruby všechny dosavadní taktické koncepce, nýbrž zahájil revoluci ve vojenské taktice, neboť jako první uplatnil stupňovité rozmístění pěchoty a zároveň uskutečnil jeden z prvních koncentrovaných útoků proti klíčové části nepřátelské linie. Tato nová taktická aplikace falangy zavedená Epameinóndem využila poprvé v historii válek moderního principu lokální převahy nad nepřátelskými silami. Epameinóndovo použití této doktríny bylo přímým důsledkem uplatnění podobného manévru thébským vojevůdcem Pagondou v bitvě u Délia. Filip II. Makedonský, který tehdy pobýval jako rukojmí v Thébách, byl touto bitvou bezpochyby silně ovlivněn při rozvoji vlastní, vysoce efektivní taktické koncepce. Jeho syn Alexandr Veliký dovedl pak Filipovy teorie k takřka úplné dokonalosti.
Historikové Victor Davis Hanson, Donald Kagan a mnozí další tvrdí, že Epameinóndova formace kosého šiku nebyla záměrnou a promyšlenou inovací pěchotní taktiky, ale spíše důmyslným přizpůsobením se ne příliš příznivým okolnostem. Protože Epameinóndás posílil své levé křídlo do hloubky padesáti řad, zbytek jeho linie byl zákonitě mnohem slabší než bylo obvyklé. To znamená, že pokud si střed a pravá strana měly zachovat standardní hloubku osmi až dvanáct řad, muselo se tak stát na úkor délky thébské linie. Jelikož Sparťané Thébany početně převyšovali, neměl Epameinóndás jiné volby, než zkrátit svoji linii a postupovat vstříc mnohem delší spartské formaci šikmo, aby tak oddálil střet na levé straně na tak dlouhou dobu, dokud jádro jeho sil nedosáhne vítězství. Ať už bylo důvodem vzniku kosého šiku cokoliv, faktem zůstává, že tato taktická doktrína představovala zcela nepochybně velice efektivní inovaci.
Politické důsledky bitvy byly dalekosáhlé: ztráty na vojenské síle a prestiži, jež utrpěli Sparťané u Leukter a o několik let později v bitvě u Mantineie, je jednou provždy připravily o jejich hegemonní postavení. Tato bitva trvale vychýlila rovnováhu sil v Řecku, neboť zbavila Spartu její nepřemožitelnosti a vojenské výjimečnosti, čímž jí odsoudila do role druhořadé mocnosti mezi řeckými městskými státy.